# George Lott
George Martin Lott, Jr., född 16 oktober 1906 i Springfield, Illinois, död 3 december 1991 i Chicago, Illinois, var en amerikansk högerhänt tennisspelare, framgångsrik både som singel- och dubbelspelare. Han rankades som en av USA:s 10 bästa singelspelare en stor del av 10-årsperioden 1924-34. Säsongen 1932 rankades han som nummer 2. Lott blev professionell spelare 1934. 
George Lott upptogs 1964 i International Tennis Hall of Fame.

## Tenniskarriären
George Lott vann under sin amatörkarriär 12 titlar i Grand Slam (GS)-turneringar, varav 8 dubbel och 4 i mixed dubbel. Han spelade en GS-final i singel. Han är särskilt känd för sina dubbeltitlar i Wimbledonmästerskapen 1931 och 1934. I 1931 års final spelade han tillsammans med landsmannen John Van Ryn. Paret mötte de franska världsstjärnorna och flerfaldiga Davis Cup-mästarna Jacques Brugnon/Henri Cochet och lyckades besegra dessa i en dramatisk 5-setsmatch som spelades i hela 64 game (6-2, 10-8, 9-11, 3-6, 6-3). I finalen  1934 spelade Lott med landsmannen Lester Stoefen. De mötte fransmännen Brugnon/Jean Borotra och vann enkelt med 6-2, 6-3, 6-4.
Lott vann dubbeltiteln i Amerikanska mästerskapen 5 gånger perioden 1928-34. Som spelpartner hade han John Hennessey (1928), John Doeg (1929, 1930) och Stoefen (1933, 1934). Han vann också dubbeltiteln i Franska mästerskapen 1931 tillsammans med Van Ryn. Mixed dubbeltitlarna vann han tillsammans med Betty Nuthall (Amerikanska mästerskapen 1929, 1931) och Helen Jacobs (1934). 
Säsongen 1931 nådde Lott singelfinalen i Amerikanska mästerskapen genom kvartsfinalseger över Van Ryn och semifinalvinst över Doeg. I finalen besegrades han i en mycket jämn match av den hårdservande amerikanen Ellsworth Vines (9-7, 3-6, 7-9, 5-7). Lott vann 1932 singeltiteln i Amerikanska grusmästerskapen. 
Lott deltog i det amerikanska Davis Cup-laget 1928-31 och 1933-34  och förblev obesegrad i 11 dubbelmatcher. Han spelade totalt 22 matcher av vilka han vann 18. Han spelade 1929 den avgörande femte singelmatchen i mötet mot Frankrike i Challenge Round. Han mötte där Henri Cochet som besegrade honom med 6-1, 3-6, 6-0, 6-3. 

## Spelaren och personen
George Lott var en skicklig taktisk tennisspelare med svårreturnerade grundslag som han slog med varierad skruv. Han hade också en förnämlig volley som var särskilt lämpad för dubbel. 
Vid sidan av tennis spelade Lott också baseboll.

## Grand Slam-titlar
- Franska mästerskapen
  - Dubbel - 1931
- Wimbledonmästerskapen
  - Dubbel - 1931, 1934
  - Mixed dubbel - 1931
- Amerikanska mästerskapen
  - Dubbel - 1928, 1929, 1930, 1933, 1934
  - Mixed dubbel - 1929, 1931, 1934